# Orwellian
"Orwellian" là một tính từ tiếng Anh mô tả một tình huống, ý tưởng, hoặc điều kiện xã hội mà George Orwell xác định là mang tính phá hủy đến sự thịnh vượng của một xã hội mở và tự do. Nó biểu thị một thái độ và một chính sách kiểm soát hà khắc, tàn bạo bằng tuyên truyền, giám sát, phản thông tin, phủ nhận sự thật (cách nghĩ nước đôi), và thao túng quá khứ, bao gồm "vô nhân vị"—một người có quá khứ bị xóa sổ khỏi cơ sở dữ liệu công khai và trí nhớ cộng đồng, được thực hiện bởi các chính phủ đàn áp trong thời hiện đại. Thông thường, thuật ngữ này bao gồm những trường hợp được mô tả trong tiểu thuyết của ông, đặc biệt là Một chín Tám-Tư nhưng những cách nói nước đôi trong chính trị cũng bị ông chỉ trích thường xuyên trong các sáng tác của mình, chẳng hạn như trong Chính trị và Ngôn ngữ Anh.
Tờ The New York Times cho rằng thuật ngữ này là "tính từ bắt nguồn từ tên của một nhà văn hiện đại được sử dụng rộng rãi nhất".